# Stoldo Lorenzi

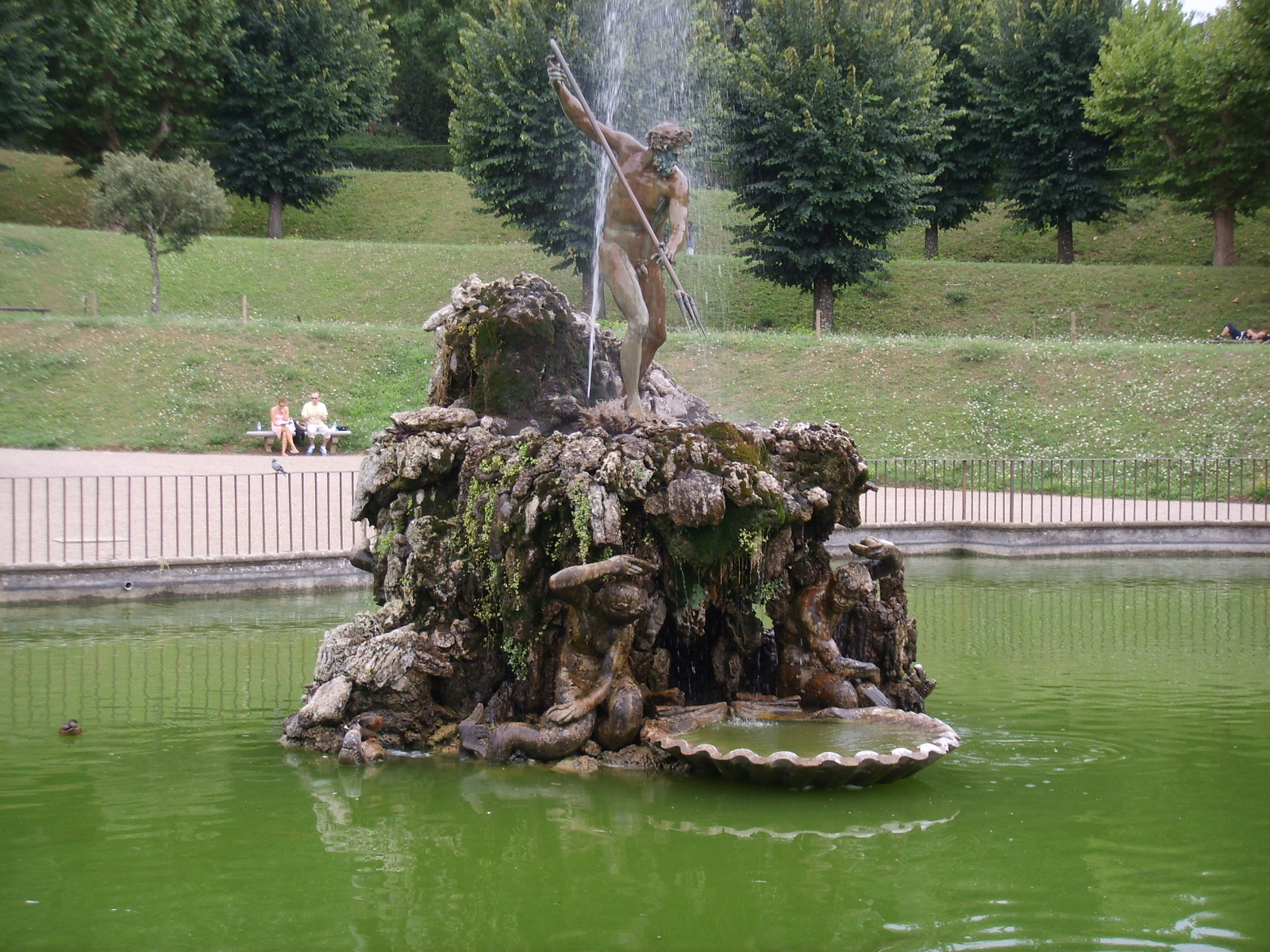
La fontana del Nettuno a Boboli

Stoldo Lorenzi (Settignano, 1534 – Pisa, post 1583) è stato uno scultore italiano manierista.

## Biografia
Fratello minore di Antonio e cugino di Giovanni Battista Lorenzi, si formò a Firenze, influenzato dagli artisti più in auge come il Giambologna e il Tribolo, dai quali maturò una predilezione per figure slanciate e movimentate da torsioni e piccole deformazioni prospettiche. Realizzò soprattutto opere in bronzo: alcuni bronzetti sono conservati a Palazzo Vecchio ma il suo capolavoro fiorentino è la Fontana del Nettuno nel Giardino di Boboli (1565-68).
Viaggiò in seguito per l'Italia e a Milano, per esempio, realizzò alcune sculture per la facciata di Santa Maria presso San Celso (1573-82).
A Pisa realizzò un angelo reggicandela per il Duomo, di particolare bellezza rispetto agli altri soggetti simili che decorano gli altari della cattedrale pisana per la posa lieve e fluida dalla sofisticata eleganza.